# Helmut Brückner (Mediziner)
Helmut Brückner (* 2. September 1919 in Mengersgereuth in Thüringen; † 31. August 1988 in Rostock) war ein deutscher Mediziner und Hochschullehrer, der im Bereich der Traumatologie und der plastischen sowie wiederherstellenden Chirurgie tätig war.

## Leben
Helmut Brückner entstammte einer Handwerkerfamilie und war der Sohn des Zimmermeisters Oskar Brückner (1895–1965) und dessen Ehefrau Meta (geb. Bauer) (1893–1957).
Nach dem Abitur im Jahr 1939 in Sonneberg begann er ein Studium der Humanmedizin an der Universität Erlangen, das er von 1939 bis 1946 absolvierte; 1940 legte er das Physikum ab. 
Noch während des Studiums wurde er 1940 zum Militär einberufen und diente bis zu seiner Verwundung 1942 in der Wehrmacht als Sanitäter, zuletzt als Feldunterarzt. 
Er schloss am 3. Juni 1946 sein medizinisches Studium mit dem Staatsexamen an der Universität Erlangen ab und promovierte im selben Jahr mit einer Dissertation über die Anatomie der Luftröhre beim lebenden Menschen. Nach Beendigung des Studiums trat er 1946 eine Stelle als Volontärassistent an der Chirurgischen Universitätsklinik Erlangen an. 
Nach seiner Übersiedlung in die DDR im Jahr 1951 wurde er im darauffolgenden Jahr 1952 Stationsarzt an der Chirurgischen Universitätsklinik Jena und erlangte am 1. Januar 1953 den Titel Facharzt für Chirurgie. Im Jahr 1958 wechselte er zur Chirurgischen Universitätsklinik Rostock, wo er bis zu seiner Emeritierung tätig war. Zunächst als Oberarzt, ab 1964 als 1. Oberarzt und ständiger Vertreter des Klinikdirektors übernahm er nach und nach auch akademische Lehrtätigkeiten. 1964 nahm er Weisungen des Klinikdirektors Walter Schmitt zwar widerspruchslos entgegen, führte sie aber nicht aus, sondern erteilte eigene Weisungen, weil die von Walter Schmitt nach seiner Meinung fachlich nicht zu vertreten waren.
1959 habilitierte er sich an der Universität Rostock mit einer Arbeit zur Wachstums- und Metastasierungstendenz des Mastdarmkrebses, die eine lymphographische und klinische Studie beinhaltete, und war von 1960 bis 1965 Dozent für Chirurgie und wurde 1965 zum Professor mit Lehrauftrag für Chirurgie ernannt. 1969 erhielt er die Ernennung zum ordentlichen Professor für Chirurgie mit dem Schwerpunkt Traumatologie; dies ein Jahr bevor in Hannover der erste westdeutsche Lehrstuhl eingerichtet wurde.
In seiner akademischen Laufbahn übernahm er verschiedene Führungspositionen, darunter die Leitung der traumatologischen Abteilung vom 1. Februar 1965 bis 1985. Unter seiner Leitung wurde eine traumatisch ausgerichtete Abteilung mit drei Stationen und etwa 90 Betten eingerichtet. Zudem initiierte er eine traumatologische Sprechstunde und förderte besonders die Kinder-Traumatologie.
Seine Lehr- und Forschungsgebiete umfassten die plastische und wiederherstellende Chirurgie sowie die Unfallheilkunde und wurden durch zahlreiche Veröffentlichungen, Vorträge und Lehrfilme dokumentiert. Brückner entwickelte innovative Operationsmethoden, die international anerkannt wurden und als „Brückner’sche Operationsverfahren“ bezeichnet wurden. Dazu gehörten Techniken zur Behandlung der habituellen Schulterluxation sowie zur Mamma-Rekonstruktion nach totaler Drüsenkörperentfernung. Seine Arbeiten zur Bandersatzplastik am Knie- und Schultergelenk etablierten sich als Standardoperationen. Die Arbeiten von Kenneth Jones (1930–2024) und Helmut Brückner bildeten die Grundlagen der heutigen Kreuzbandchirurgie. Im deutschen Sprachraum spricht man daher oft auch von einer Brückner- oder Brückner-Jones-Plastik.
Helmut Brückner veröffentlichte mehrere Lehrbücher, die teilweise in mehreren Auflagen erschienen, darunter Frakturen und Luxationen, Operationsatlas ‚Operative Zugangswege in der Traumatologie‘. Er war auch an Lehrbuchbeiträgen beteiligt, die sich mit chirurgischen Grundlagen und der Chirurgie von Infektionen beschäftigten.
Er war auch im staatlichen Gesundheitswesen aktiv, unter anderem als Mitglied der Bezirksgutachterkommission.
1985 erfolgte seine Emeritierung.

## Mitgliedschaften
Helmut Brückner war als 1. Vorsitzender der Sektion Plastische und Wiederherstellungschirurgie der Deutschen Gesellschaft für Chirurgie der DDR, deren Mitglied er 1954 wurde, sowie als Vizepräsident der Internationalen Gesellschaft für Kiefer- und Gesichtschirurgie aktiv. Zusätzlich war er Mitglied im Vorstand mehrerer wissenschaftlicher Gesellschaften und engagierte sich ehrenamtlich als Sportarzt der Spieler des SC Empor Rostock und des FC Hansa Rostock.
Er war Mitglied des Vorstands der Nationalen Vereinigung für den wissenschaftlichen Film der DDR und trat 1960 der Sektion Chirurgie der Deutschen Gesellschaft für klinische Medizin sowie 1965 der Österreichischen Gesellschaft für Unfallchirurgie bei.

## Ehrungen und Auszeichnungen
Für seine Verdienste erhielt Helmut Brückner 1980 den Titel Obermedizinalrat und wurde 1983 mit der Hufeland-Medaille in Gold ausgezeichnet.

## Schriften (Auswahl)
- Die Anatomie der Luftröhre beim lebenden Menschen. Eine Untersuchung mittels der Stereoskopie des Röntgenbildes. 1946.
- Die Wachstums- und Metastasierungstendenz des Mastdarmkrebses. Eine lymphographische und klinische Studie. 1959.
- Stiellappenplastik bei chronischen Unterschenkelwunden. Leipzig 1970.
- Manfred Hinze; Helmut Brückner: Zugangswege in der Traumatologie. Ein Operationsatlas. Leipzig 1980, 2. Aufl. 1986, Stuttgart 1986.
- Hermann Hoff; Helmut Brückner: Der Gipsverband. Berlin 1979, 2. bearb. Aufl. 1983.
- Verbandvademecum. Berlin 1988.
- Frakturen und Luxationen. Berlin 1969, 6. Aufl. 1991.